# Evangelischer Kindergarten Eberswalde

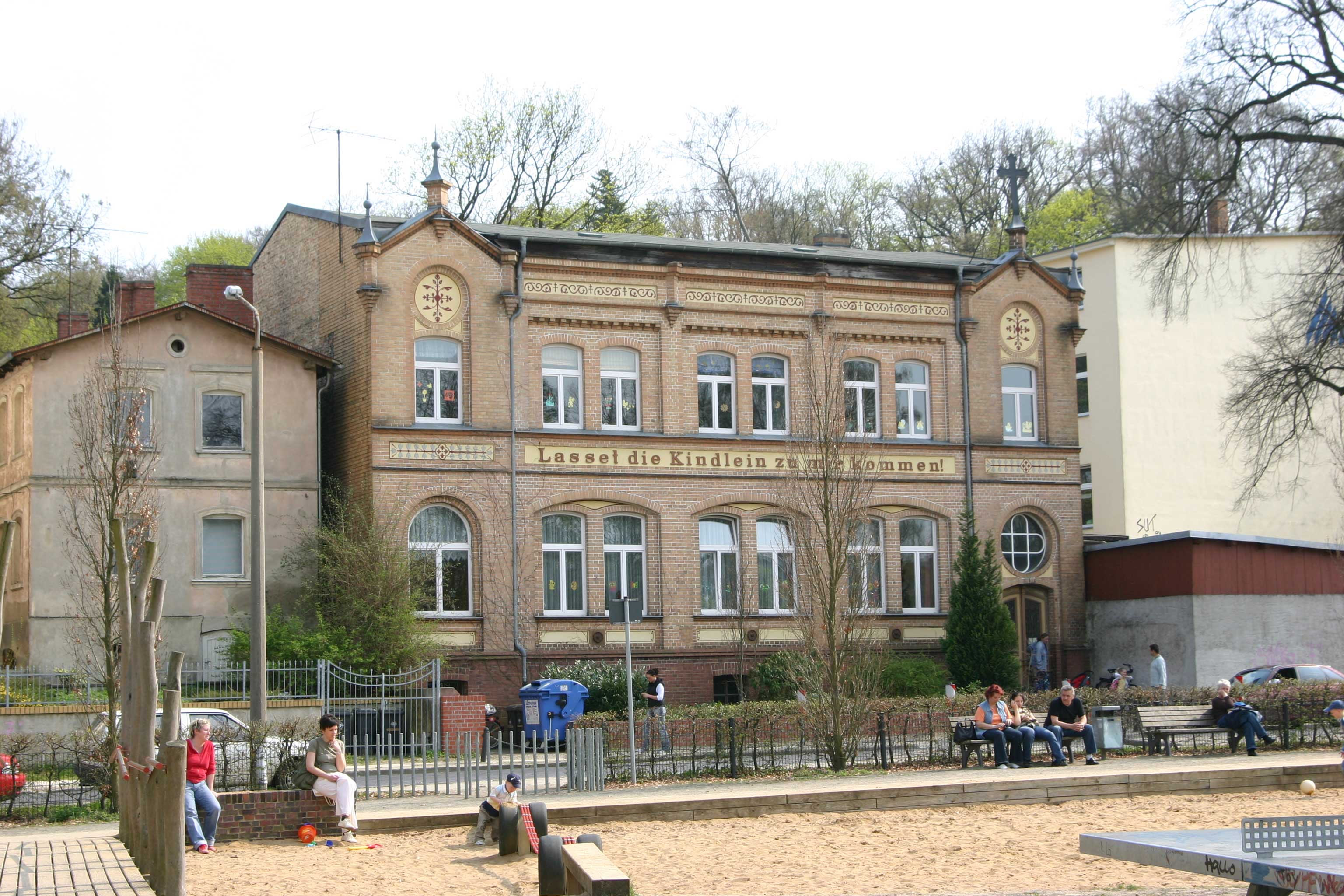
April 2006

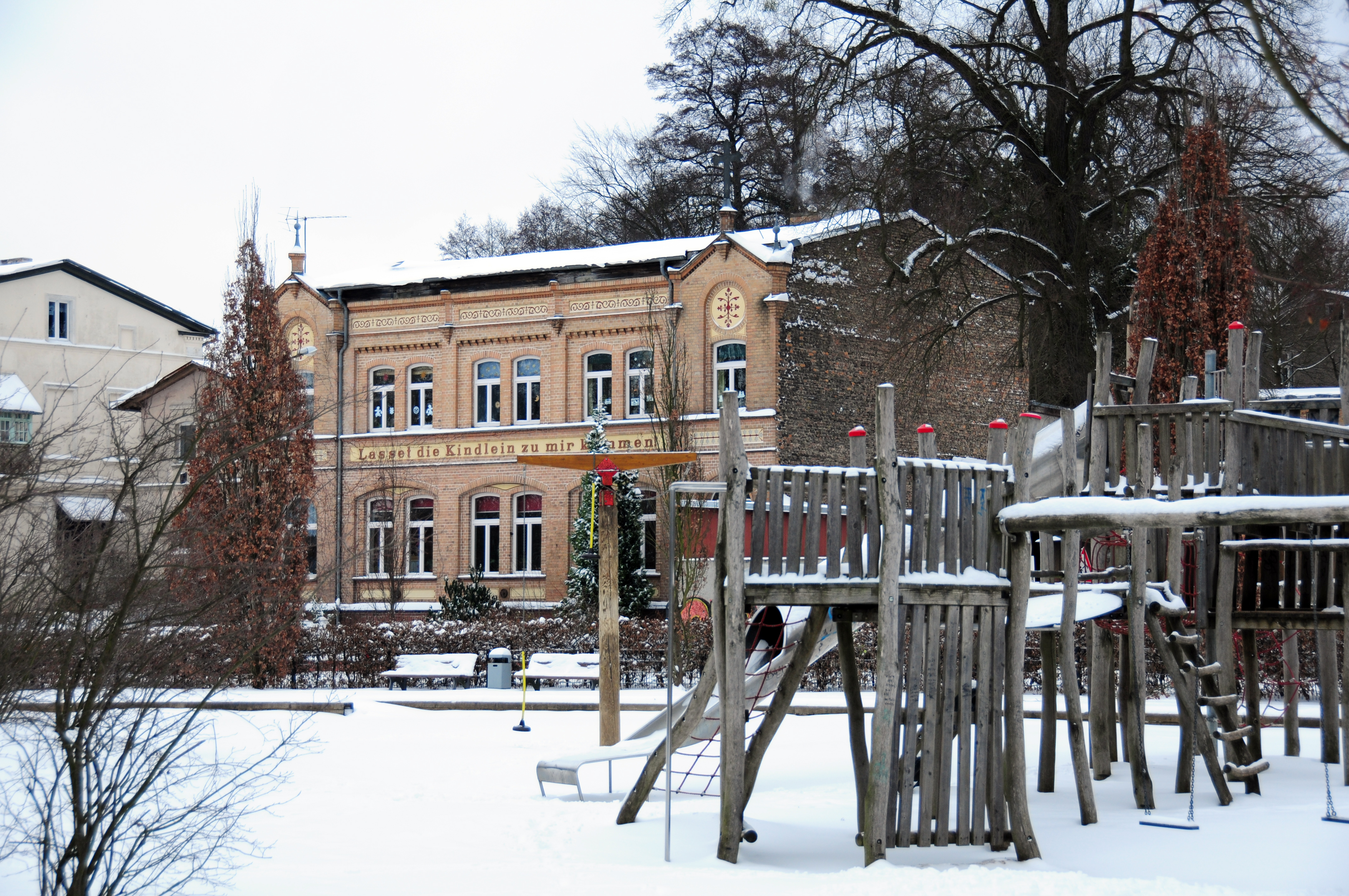
Evangelischer Kindergarten Eberswalde, Außenansicht Winter 2010

Der Evangelische Kindergarten Eberswalde wurde im Jahr 1832 als zweiter Kindergarten in Brandenburg gegründet und ist heute der älteste noch existierende Kindergarten im Land Brandenburg. Der Träger des Kindergartens ist die Evangelische Stadtkirchengemeinde Eberswalde, er liegt in der Pfeilstraße 27 im Stadtzentrum von Eberswalde.

## Geschichte
Im Februar 1832 richtete der Prediger und Rektor der damaligen Stadtschule von Ernst  Daniel Martin Kichner die erste Kleinkinderschule in der Mark Brandenburg in der Hinterstraße, jetzt Kirchstraße, in Neustadt Eberswalde ein.

„Die Klein-Kinder-Schule zu Neustadt Eberswalde hat den Zweck, zunächst arme Kinder aus zahlreichen Familien unter dem schulpflichtigen Alter, vom 2ten oder 3ten Jahre an, während der Arbeitszeit der Eltern, und zwar vorläufig im Sommerhalbjahr, aufzuheben und zu erziehen.“

Die spätere Satzung von 1867 machte die Schule zur „Kleinkinderbewahranstalt zu Neustadt Eberswalde“, die „auf der Lietze Nr. 8“ ansässig war.
1893 bezog der Kindergarten seine jetzige Heimat in dem damals neu erbauten Haus Pfeilstr. 27 mit der Inschrift auf der ganzen Frontlinie „Lasset die Kindlein zu mir kommen“ (Mk 10,14 ). Damals wurden etwa 100 Kinder „bewahrt und beschäftigt“. Bis 1934 übernahmen Diakonissen aus dem Lazarus-Diakonissen-Mutterhaus die Leitung des Kindergartens. Aufgrund einer staatlichen Anordnung sollte der Kindergarten durch die Nationalsozialistische Volkswohlfahrt übernommen werden. Das konnte damals durch den für den Kindergarten verantwortlichen Pfarrer Johannes Gerloff verhindert werden.
Nach 1945 stand der Kindergarten erst unter der Leitung von Superintendent Paul Bochow und später von Generalsuperintendent Erich Schuppan. Weiter haben Erika Schmidt und Waltraud Schmidt den Kindergarten geprägt. Im Juli 2010 übernahm Frau Elvira Behmler die Leitung.

## Gebäude
Das Hauptgebäude ist ein zweigeschossiges Haus in Mauerwerksbauweise mit verschiedenfarbigen Verblendklinkern. Die Straßenfassade ist, wie das Ende des 19. Jahrhunderts üblich war, mit zahlreichen Schmuckelementen verziert. Die Geschosshöhe ist mit deutlich mehr als drei Metern verhältnismäßig groß, das Erdgeschoss ist höher als das erste Obergeschoss. Der Keller ist nur etwa zwei Meter tief gegründet, die in unmittelbarer Nähe vorbeifließende Schwärze war zur Bauzeit zu einem großen Teich aufgestaut, welcher große Teile des heutigen Parks am Weidendamm einnahm und bis fast an das Haus heranreichte. Das Gebäude der ehemaligen Kinderbewahranstalt ist denkmalgeschützt.

## Umgebung
Unmittelbar neben dem Kindergarten beginnt der Eberswalder Stadtforst, der Stadtwald mit knapp 1500 ha. Fläche mit ausgedehnten Wanderwegen. Vor dem Kindergarten befindet sich ein Spielplatz im Park Weidendamm.